# El Refugio (Texas)
El Refugio es un lugar designado por el censo ubicado en el condado de Starr en el estado estadounidense de Texas. En el Censo de 2010 tenía una población de 331 habitantes y una densidad poblacional de 204,81 personas por km².

## Geografía
El Refugio se encuentra ubicado en las coordenadas 26°20′26″N 98°45′32″O / 26.34056, -98.75889. Según la Oficina del Censo de los Estados Unidos, El Refugio tiene una superficie total de 1.62 km², de la cual 1.62 km² corresponden a tierra firme y (0%) 0 km² es agua.

## Demografía
Según el censo de 2010, había 331 personas residiendo en El Refugio. La densidad de población era de 204,81 hab./km². De los 331 habitantes, El Refugio estaba compuesto por el 97.89% blancos, el 0% eran afroamericanos, el 1.21% eran amerindios, el 0% eran asiáticos, el 0% eran isleños del Pacífico, el 0% eran de otras razas y el 0.91% pertenecían a dos o más razas. Del total de la población el 94.26% eran hispanos o latinos de cualquier raza.